# Мунджамьон
Мунджамьон (кор. 문자명, 文咨明, Munja-myeong, Munja-myŏng; пом. 519) — корейський ван, двадцять перший правитель держави Когурьо періоду Трьох держав.

## Біографія
Був сином спадкоємця престолу, сина вана Чансу, Джоди, який помер раніше за свого батька, тому 491 року, після смерті Чансу, трон зайняв Мунджамьон.
За свого правління Мунджамьон підтримував і розвивав дипломатичні зв'язки з Північною Вей, Південною Ці та Лян. Користуючись дружніми стосунками з північними сусідами, ван Когурьо продовжив зміцнювати свою владу на Корейському півострові.
494 року до Когурьо було приєднано рештки держави Пуйо, яка припинила своє існування під ударами кочових племен мохе. Тим часом посилився союз Пекче та Сілли в їхній спільній боротьбі проти Когурьо. Зокрема 505 року Пекче, мобілізувавши близько 3 000 вояків, здійснила напад на кордони Когурьо. Наступного року Мунджамьон завдав удару у відповідь, однак успіху не мав через голод, що спалахнув у його країні.
Подібно до свого діда ван Мунджамьон підтримував буддизм у Когурьо, який прийшов до країни ще за правління вана Сосуріма.
Помер 519 року, після чого трон зайняв його старший син Анжан.